# Ruta del Modernisme
Die Ruta del Modernisme (katalanisch „Route des Modernisme“) in der katalanischen Hauptstadt Barcelona ist eine vom Ajuntament de Barcelona („Stadtverwaltung von Barcelona“) entwickelte Route zu 116 Werken des katalanischen Jugendstils im Stadtgebiet. Sie bietet einen Querschnitt durch das Werk verschiedener Architekten, lässt aber einige Bauwerke dieses Zeitalters aus, so z. B. die Casa Pia Batllo, die Cases Cabot und die Casa Mulleras. Die lokale Touristeninformation bietet einen Führer in mehreren Sprachen an (Spanisch, Katalanisch, Englisch, Französisch), verbunden mit einem Gutscheinheft zur Ermäßigung des Eintrittspreises für einige Gebäude, gültig für ein Jahr. Ebenso können auf Teilabschnitten geführte Touren in verschiedenen Sprachen gebucht werden.
An einigen Stationen, insbesondere bei den aufgenommenen Bars, Restaurants und Geschäften, ist weniger das gesamte Gebäude von Interesse, vielmehr bestehen die Einrichtung oder Teile davon aus modernistischen Elementen.
Der Führer enthält über die genannten Gebäude hinaus auch Hinweise auf an der Strecke gelegene Objekte, die nicht dem Modernisme zuzuordnen sind. Darüber hinaus enthält er Angaben zu Sehenswürdigkeiten des Modernisme außerhalb von Barcelona.

## Liste der Gebäude
Hinweise zur Liste:
Hauptquelle für die Liste ist die Website der Ruta del Modernisme, ergänzt und teilweise korrigiert anhand der Suchmaschine zum Patrimoni Arquitèctonic der Stadtverwaltung von Barcelona.
| Nr.                    | Die Nummerierung ist von der Ruta del Modernisme übernommen. Sie bezeichnet die Reihenfolge der Gebäude, wenn man der Route quer durch Barcelona folgt.                                                                                  | Die Nummerierung ist von der Ruta del Modernisme übernommen. Sie bezeichnet die Reihenfolge der Gebäude, wenn man der Route quer durch Barcelona folgt. | |
| Name                   | Name des Gebäudes, Alternativnamen, teilweise Übersetzung der Namen. Nicht übersetzt werden die Eigennamen, Bezeichnungen, die sich vom Deutschen nicht unterscheiden, wie etwa Hotel, sowie das immer wiederkehrende Wort Casa („Haus“) | Name des Gebäudes, Alternativnamen, teilweise Übersetzung der Namen. Nicht übersetzt werden die Eigennamen, Bezeichnungen, die sich vom Deutschen nicht unterscheiden, wie etwa Hotel, sowie das immer wiederkehrende Wort Casa („Haus“)                                                            | |
| Foto                   | Foto des Gebäudes | Foto des Gebäudes | |
| Gebäudetyp Anmerkungen | Hier werden die Gebäude in unterschiedliche Typen eingeteilt (sortierbar) sowie kurze Hinweise zum Gebäude gegeben. | Hier werden die Gebäude in unterschiedliche Typen eingeteilt (sortierbar) sowie kurze Hinweise zum Gebäude gegeben. | |
| Anschrift Geodaten     | Adresse und Koordinaten. Werden alle Koordinaten mit Bing Maps angezeigt (siehe rechts oben), so stimmt die Nummerierung auf der Karte mit der Nummerierung der Liste überein.                                                           | Adresse und Koordinaten. Werden alle Koordinaten mit Bing Maps angezeigt (siehe rechts oben), so stimmt die Nummerierung auf der Karte mit der Nummerierung der Liste überein. | |
| Bewertungen            | Hier finden sich offizielle Bewertungen des Gebäudes: | Hier finden sich offizielle Bewertungen des Gebäudes: | |
| Bewertungen            | UN: | Gebäude, die zum UNESCO-Welterbe erklärt wurden: (mit Jahreszahl der Aufnahme) | |
| Bewertungen            | UN: | Gau: Werke von Gaudí | |
| Bewertungen            | UN: | Dom: Palau de la Música Catalana und Hospital de la Santa Creu i Sant Pau von Domenech i Montaner | |
| Bewertungen            | Pat: | Denkmalschutz-Status (Patrimoni Arquitectònic, Històric i Artístic de la Ciutat de Barcelona): | Denkmalschutz-Status (Patrimoni Arquitectònic, Històric i Artístic de la Ciutat de Barcelona): |
| Bewertungen            | Pat: | A: höchster Schutz: Kulturgüter, die per Deklaration zu Gütern von nationalem Interesse oder zu Gütern von Bedeutung für Katalonien erklärt wurden. | |
| Bewertungen            | Pat: | B: Immobilien und Güter von lokalem Interesse, die in den Katalog des kulturellen Erbes Kataloniens aufgenommen wurden. Sie besitzen nicht die Bedeutung eines Gutes von nationalem Interesse, haben aber ihre Bedeutung für Barcelona.                                                             | |
| Bewertungen            | Pat: | C: Geschützte städtische Güter, die nicht den Anforderungen der zwei vorherigen Kategorien genügen, weder Gegenstand einer Deklaration, noch Bestandteil des Katalogs sind, aus historisch-künstlerischem, ästhetischen oder traditionellen Gründen jedoch für das Stadtviertel von Bedeutung sind. | |
| Bewertungen            | Pat: | D: Güter ohne speziellen Schutzstatus, die entweder leicht ohne Schaden versetzt werden können oder aber zwar von Bedeutung für das Stadtviertel sind, jedoch nicht den Anforderungen der drei vorherigen Kategorien genügen.                                                                       | |
| Bewertungen            | Pre: | Gebäude, die einen Preis der Stadtregierung von Barcelona erhalten haben (1900–1930: Concurs anual d'edificis artístics („jährlicher Bewerb künstlerischer Gebäude“), danach Preis der Stadt Barcelona) (Preis, bzw. Erw: Erwähnung, mit Jahreszahl der Verleihung)                                 | Gebäude, die einen Preis der Stadtregierung von Barcelona erhalten haben (1900–1930: Concurs anual d'edificis artístics („jährlicher Bewerb künstlerischer Gebäude“), danach Preis der Stadt Barcelona) (Preis, bzw. Erw: Erwähnung, mit Jahreszahl der Verleihung) |
| Bewertungen            | Rut: | Hier sind jene 30 Gebäude markiert, deren Besichtigung vom Herausgeber der Ruta del Modernisme am meisten empfohlen wird. | Hier sind jene 30 Gebäude markiert, deren Besichtigung vom Herausgeber der Ruta del Modernisme am meisten empfohlen wird. |

| Nr.   | Name | Foto | Gebäudetyp Anmerkungen | Anschrift Geodaten                                                     | Architekt                                                     | Baujahr                          | UN          | Pat         | Pre         | Rut         |
| Nr.   | Name | Foto | Gebäudetyp Anmerkungen | Anschrift Geodaten                                                     | Architekt                                                     | Baujahr                          | Bewertungen | Bewertungen | Bewertungen | Bewertungen |
| ----- | --- | ---- | --- | ---------------------------------------------------------------------- | ------------------------------------------------------------- | -------------------------------- | ----------- | ----------- | ----------- | ----------- |
| 01    | Casa Estapé oder Casa Laplanta |      | Wohnbau: Wohn- und Geschäftshaus | Passeig de Sant Joan 9 41° 23′ 30,9″ N, 2° 10′ 47,9″ O                 | Bernardí Martorell i Puig                                     | 1907                             | –           | C           | –           | –           |
| 02    | Central Catalana d’Electricitat („Katalanische Elektrizitätszentrale“), jetzt Hidroelèctrica de Catalunya („Hydroelektrik von Katalonien“)                                                  |      | Industrie: Dampfkraftwerk heute ein Verwaltungsgebäude der Elektrizitätsgesellschaft | Avinguda de Vilanova 12 41° 23′ 31,8″ N, 2° 10′ 53,8″ O                | Pere Falqués i Urpí                                           | 1896–1899                        | –           | B           | –           | empf 30     |
| 03    | Museu de Zoologia („Zoologiemuseum“) genannt Castell dels Tres Dragons („Burg der drei Drachen“)                                                                                            |      | Kultur und Forschung: Museum Ursprünglich als Cafe-Restaurant del Parc, („Cafe-Restaurant zum Park“) für die Weltausstellung 1888 errichtet, das Restaurant ging allerdings nie in Betrieb, da es nicht rechtzeitig fertig wurde. | Passeig de Picasso s/n 41° 23′ 17″ N, 2° 11′ 0,1″ O                    | Lluís Domènech i Montaner                                     | 1887–1888                        | –           | B           | –           | empf 30     |
| 04    | Hivernacle („Glashaus“) |      | Sonstiges: Gewächshaus Glashaus errichtet für die Weltausstellung 1888 | Passeig de Picasso s/n 41° 23′ 15,5″ N, 2° 11′ 2,1″ O                  | Josep Amargós i Samaranch                                     | 1883–1887                        | –           | B           | –           | –           |
| 05    | Umbracle („Schattenhaus“) |      | Sonstiges: Gewächshaus Schattenhaus errichtet für die Weltausstellung 1888 | Passeig de Picasso s/n 41° 23′ 12,3″ N, 2° 11′ 6,4″ O                  | Josep Fontserè i Mestre                                       | 1883–1884                        | –           | B           | –           | –           |
| 06    | Botiga Wolf’s oder Botiga Veciana („Boutique Wolf’s“ oder „Boutique Veciana“), heute Molly’s Fair City                                                                                      |      | Geschäftslokal: Boutique, heute Irish Pub Direkt anschließend im selben Haus befindet sich die Farmàcia de la Estrella („Stern-Apotheke“). Bei beiden Geschäftslokalen sind sowohl die Fassaden als auch das Interieur gut erhalten. | Carrer de Ferran 7 41° 22′ 50,4″ N, 2° 10′ 28,1″ O                     |                                                               |                                  | –           | C           | –           | –           |
| 07    | Fanals („Straßenlaternen“) |      | Sonstiges: Straßenlaternen | Plaça Reial s/n 41° 22′ 48,4″ N, 2° 10′ 31,1″ O                        | Antoni Gaudí i Cornet                                         | 1878                             | –           | B           | –           | –           |
| 08    | Palau Güell („Palais Güell“) |      | Wohnbau: Stadtpalast | Carrer Nou de la Rambla 5 41° 22′ 43,9″ N, 2° 10′ 27″ O                | Antoni Gaudí i Cornet                                         | 1885–1889                        | Gau 1984    | A           | –           | empf 30     |
| 09    | London Bar |      | Geschäftslokal: Bar | Carrer Nou de la Rambla 34 41° 22′ 41,1″ N, 2° 10′ 23,3″ O             |                                                               | 1910                             | –           | C           | –           | –           |
| 010   | Camiseria Bonet („Hemdengeschäft Bonet“) |      | Geschäftslokal: Bekleidungsgeschäft seit 2002 ein Souveniergeschäft | Rambla dels Caputxins 72 41° 22′ 50,8″ N, 2° 10′ 25,9″ O               |                                                               | 1890                             | –           | C           | –           | –           |
| 011   | Xocolateria La Mallorquina („Schokoladengeschäft La Mallorquina“), heute Cafè de l’Òpera („Operncafé“)                                                                                      |      | Geschäftslokal: Café | Rambla dels Caputxins 74 41° 22′ 51,3″ N, 2° 10′ 25,6″ O               |                                                               | ~ 1890 / 1929                    | –           | C           | –           | –           |
| 012   | La Fonda Espanya („Gasthaus Spanien“), heute Hotel España |      | Hotellerie: Hotel Modernisme-Inneneinrichtung in einem älteren Gebäude | Carrer de Sant Pau 9–11 41° 22′ 48,8″ N, 2° 10′ 22,6″ O                | Lluís Domènech i Montaner                                     | 1902–1903                        | –           | B           | Preis 1903  | –           |
| 013   | Hotel Peninsular |      | Hotellerie: Hotel Modernisme-Inneneinrichtung in einem älteren Gebäude. Im Gebäudeinneren sind auch Teile eines mittelalterlichen Klosters erhalten. | Carrer de Sant Pau 36 41° 22′ 46,4″ N, 2° 10′ 21″ O                    |                                                               | 1888                             | –           | –           | –           | –           |
| 014   | Casa Doctor Genové |      | Geschäftslokal: Apotheke Bis 1974 befand sich im Erdgeschoss eine Apotheke mit den zugehörigen Laboratorien, darüber. Heute befindet sich hier eine Tapas-Bar. | Rambla dels Caputxins 77 41° 22′ 53,2″ N, 2° 10′ 21,9″ O               | Enric Sagnier i Villavecchia                                  | 1911                             | –           | B           | –           | –           |
| 015   | Antiga Casa Figueras („Ehemaliges Haus Figueras“), heute Pastisseria Escribà („Konditorei Escribà“)                                                                                         |      | Geschäftslokal: Konditorei | Rambla de Sant Josep 83 41° 22′ 53,7″ N, 2° 10′ 21,5″ O                | Antoni Ros i Güell                                            | 1902                             | –           | B           | –           | –           |
| 016   | Mercat de la Boqueria („Markt der Boqueria“) |      | Markt: Markthalle Die Halle wurde von de Bergue errichtet, von Amargós stammt der Ausgang zu den Ramblas. | Rambla de Sant Josep 91 41° 22′ 55″ N, 2° 10′ 19,6″ O                  | Miquel de Bergue, Josep Amargós i Samaranch                   | 1914                             | –           | C           | –           | –           |
| 017   | Magatzems El Indio („Warenhaus ‚Der Indianer‘“) |      | Markt: Warenhaus | Carrer del Carme 24 41° 22′ 56,7″ N, 2° 10′ 13,5″ O                    | Vilaró i Valls                                                | 1922                             | –           | B           | –           | –           |
| 018   | Bar Muy Buenas |      | Geschäftslokal: Bar | Carrer del Carme 63 41° 22′ 51,4″ N, 2° 10′ 4,9″ O                     |                                                               |                                  | –           | C           | –           | –           |
| 019   | Reial Acadèmia de Ciències i Arts („Königliche Akademie der Wissenschaften und Künste“) |      | Kultur und Forschung: Akademie der Wissenschaften Im Erdgeschoss befindet sich das Teatro Poliorama und das Restaurante Viena | Rambla dels Estudis 115 41° 23′ 3,1″ N, 2° 10′ 14,6″ O                 | Josep Domènech i Estapà                                       | 1883                             | –           | B           | –           | –           |
| 019 a | Antiga xarcuteria Mumbrú („Ehemalige Fleischerei Mumbrú“) heute Restaurant Viena |      | Geschäftslokal: Fleischerei, heute Bar im Erdgeschoss der Reial Acadèmia de Ciències i Arts | Rambla dels Estudis 115 41° 23′ 3,1″ N, 2° 10′ 14,6″ O                 |                                                               | 1889                             | –           | B           | –           | –           |
| 020   | Casa Elena Castellano |      | Wohnbau: Wohn- und Geschäftshaus | Carrer de Santa Anna 21 41° 23′ 7,4″ N, 2° 10′ 17,5″ O                 | Jaume Torres i Grau                                           | 1907                             | –           | B           | –           | –           |
| 021   | Ateneu Barcelonès („Barcelonesisches Athenäum“) |      | Kultur und Forschung: Kulturzentrum Modernisme-Inneneinrichtung in einem älteren Stadtpalast (Palau Sabassona, 1796) | Carrer de Canuda 6 41° 23′ 4,8″ N, 2° 10′ 17,8″ O                      | Josep Maria Jujol i Gibert, Josep Font i Gumà                 | 1906                             | –           | A           | –           | –           |
| 022   | Societat Catalana per a l‘Enllumenat del Gas („Katalanische Gesellschaft für Gasbeleuchtung“), später Catalana de Gas i Electricitat („Katalanische Gas- und Elektrizitäts-(Gesellschaft)“) |      | Industrie: Verwaltungsgebäude der Gasgesellschaft | Avinguda del Portal de l’Àngel 20–22 41° 23′ 8,7″ N, 2° 10′ 23″ O      | Josep Domènech i Estapà                                       | 1893–1895                        | –           | B           | –           | –           |
| 023   | Casa Martí |      | Wohnbau: Wohn- und Geschäftshaus Eines der ersten bedeutenden Häuser von Puig i Cadafalch, mit der für ihn typischen Mischung aus neugotischem Grundcharakter und vom Jugendstil geprägter Dekoration. Das Gebäude war Sitz des Cercle Artístic de Sant Lluc („Künstlerkreis ‚Heiliger Lukas'“), und beherbergt außerdem im Erdgeschoss das Künstler-Lokal Els Quatre Gats                                         | Carrer de Montsió 3 41° 23′ 8,6″ N, 2° 10′ 25,2″ O                     | Josep Puig i Cadafalch                                        | 1896                             | –           | A           | –           | –           |
| 023 a | Els Quatre Gats („Die Vier Katzen“) |      | Geschäftslokal: Café im Erdgeschoss der Casa Martí. Das Lokal war um 1900 ein beliebter Künstlertreff. | Carrer de Montsió 3 41° 23′ 8,6″ N, 2° 10′ 25,2″ O                     |                                                               | 1897                             | –           | A           | –           | –           |
| 024   | Palau de la Música Catalana („Palast der katalanischen Musik“) |      | Kultur und Forschung: Konzerthaus | Carrer de Sant Pere Més Alt 4–6 41° 23′ 14,8″ N, 2° 10′ 31,9″ O        | Lluís Domènech i Montaner                                     | 1905–1908                        | Dom 1997    | A           | Preis 1909  | empf 30     |
| 025   | Casa Pascual i Pons |      | Wohnbau: Wohn- und Geschäftshaus | Passeig de Gràcia 2–4 41° 23′ 18,1″ N, 2° 10′ 12,7″ O                  | Enric Sagnier i Villavecchia                                  | 1890–1891                        | –           | B           | –           | –           |
| 026   | Casa Llonrenç Camprubí |      | Wohnbau: Wohn- und Geschäftshaus | Carrer de Casp 22 41° 23′ 21,4″ N, 2° 10′ 14,9″ O                      | Adolf Ruiz i Casamitjana                                      | 1901                             | –           | C           | –           | –           |
| 027   | Casa Calvet |      | Wohnbau: Wohn- und Geschäftshaus | Carrer de Casp 48 41° 23′ 27″ N, 2° 10′ 23″ O                          | Antoni Gaudí i Cornet                                         | 1898–1899                        | –           | A           | Preis 1900  | empf 30     |
| 028   | Cases Rocamora |      | Wohnbau: Wohn- und Geschäftshaus | Passeig de Gràcia 6–14 41° 23′ 20,5″ N, 2° 10′ 9,4″ O                  | Joaquim Bassegoda i Amigó, Bonaventura Bassegoda i Amigó      | 1914                             | –           | A           | –           | –           |
| 029   | Casa Gerónimo Granell |      | Wohnbau: Wohn- und Geschäftshaus | Gran Via de les Corts Catalanes 582 41° 23′ 5,6″ N, 2° 9′ 45,4″ O      | Gerònimo Granell i Barrera                                    | 1902                             | –           | C           | –           | –           |
| 030   | Conjunt de tres Edificis („Ensemble aus drei Gebäuden“) |      | Wohnbau: Wohn- und Geschäftshaus | Gran Via de les Corts Catalanes 536–542 41° 22′ 57,4″ N, 2° 9′ 35,3″ O | unbekannt (Antoni Millàs i Figuerola ?)                       | ~ 1902                           | –           | B           | –           | –           |
| 030 a | Farmàcia Mestre („Apotheke Mestre“) |      | Geschäftslokal: Apotheke Fassade und Einrichtung aus dem Jahr 1903 gut erhalten, im Erdgeschoss des Conjunt de tres Edificis | Gran Via de les Corts Catalanes 536–542 41° 22′ 57,4″ N, 2° 9′ 35,3″ O | Antoni Millàs i Figuerola                                     | 1903                             | –           | B           | –           | –           |
| 031   | Casa Golferichs |      | Wohnbau: Einfamilienhaus um 1940 eine Ordensschule, heute ein Bürgerzentrum | Gran Via de les Corts Catalanes 491 41° 22′ 51″ N, 2° 9′ 22,6″ O       | Joan Rubió i Bellver                                          | 1901                             | –           | B           | –           | –           |
| 032   | Casa de la Lactància („Haus des Stillens“) |      | Spital: Mütterspital | Gran Via de les Corts Catalanes 475–477 41° 22′ 48,5″ N, 2° 9′ 19,4″ O | Antoni de Falguera i Sivilla, Pere Falqués i Urpí             | 1913                             | –           | B           | –           | –           |
| 033   | Casa Fajol, genannt „Casa de la Mariposa“ („Haus des Schmetterlings“) |      | Wohnbau: Wohn- und Geschäftshaus | Carrer de Llançà 20 41° 22′ 35,8″ N, 2° 9′ 1,1″ O                      | Josep Graner i Prat                                           | 1912                             | –           | B           | –           | –           |
| 034   | Museu Nacional d’Art de Catalunya („Nationalmuseum für katalanische Kunst“) |      | Kultur und Forschung: Museum Das Palau Nacional, in dem sich das Museum befindet, ist stilistisch dem Neobarock zuzuordnen und besitzt keine modernistischen Elemente. Die Sammlung enthält aber unter anderem zahlreiche Möbel und Kunstwerke des Modernismus. | Parc de Montjuïc 41° 22′ 6″ N, 2° 9′ 11,9″ O                           | Eugeni Cendoya, Enric Catà                                    | 1927–1929                        | –           | B           | –           | empf 30     |
| 035   | Antiga Fàbrica Casaramona („Ehemalige Fabrik Casaromana“), heute CaixaForum |      | Industrie: Fabrik Kultur und Forschung: Kulturzentrum | Avinguda del Marquès de Comillas 6 41° 22′ 17,5″ N, 2° 8′ 57,6″ O      | Josep Puig i Cadafalch                                        | 1912                             | –           | A           | Preis 1912  | empf 30     |
| 036   | Estació de la Magòria „Bahnhof Magòria“ |      | Verkehr: Bahnhof nicht mehr als Bahnhofsgebäude in Betrieb | Gran Via de les Corts Catalanes 181–247 41° 22′ 12,4″ N, 2° 8′ 31,8″ O | Josep Domènech i Estapà                                       | 1912                             | –           | B           | –           | –           |
| 037   | Mercat d’Hostafrancs („Markt von Hostafrancs“) |      | Markt: Markthalle | Carrer de la Creu Coberta 93 41° 22′ 30″ N, 2° 8′ 37,8″ O              | Antoni Rovira i Trias (?)                                     | 1888                             | –           | B           | –           | –           |
| 038   | Seu del Districte de Sants-Montjuïc („Rathaus des Stadtbezirks Sants-Montjuïc“) |      | Sonstiges: Rathaus | Carrer de la Creu Coberta 106 41° 22′ 31,3″ N, 2° 8′ 32,1″ O           | Jaume Gustà i Bondia, Ubald Iranzo i Eiras                    | 1895 und 1908–1915               | –           | B           | –           | –           |
| 039   | Casa Malagrida |      | Wohnbau: Wohn- und Geschäftshaus | Passeig de Gràcia 27 41° 23′ 26,4″ N, 2° 9′ 58,2″ O                    | Joaquim Codina i Matali                                       | 1908                             | –           | B           | –           | –           |
| 040   | Forn Sarret („Bäckerei Sarret“) |      | Geschäftslokal: Bäckerei | Carrer de Girona 73 41° 23′ 41,1″ N, 2° 10′ 15,6″ O                    |                                                               | ~1898                            | –           | B           | –           | –           |
| 041   | Forn de la Concepció („Bäckerei zur (unbefleckten) Empfängnis“) |      | Geschäftslokal: Bäckerei | Carrer de Girona 74 41° 23′ 42,8″ N, 2° 10′ 14,9″ O                    | Josep Suñer                                                   | 1900                             | –           | B           | –           | –           |
| 042   | Casa Pomar |      | Wohnbau: Wohn- und Geschäftshaus | Carrer de Girona 86 41° 23′ 44″ N, 2° 10′ 13,5″ O                      | Joan Rubió i Bellvér                                          | 1904–1906                        | –           | B           | –           | –           |
| 043   | Casa Lleó Morea |      | Wohnbau: Wohn- und Geschäftshaus | Passeig de Gràcia 35 41° 23′ 28,3″ N, 2° 9′ 55,8″ O                    | Lluís Domènech i Montaner                                     | 1905                             | –           | B           | Preis 1906  | empf 30     |
| 044   | Casa Amatller |      | Wohnbau: Wohn- und Geschäftshaus | Passeig de Gràcia 41 41° 23′ 29,7″ N, 2° 9′ 54,2″ O                    | Josep Puig i Cadafalch                                        | 1898–1900                        | –           | A           | –           | empf 30     |
| 045   | Casa Batlló |      | Wohnbau: Wohn- und Geschäftshaus | Passeig de Gràcia 43 41° 23′ 30″ N, 2° 9′ 54″ O                        | Antoni Gaudí i Cornet                                         | 1904                             | Gau 2005    | A           | –           | empf 30     |
| 046   | Editoral Montaner i Simón („Verlagshaus Montaner i Simón“), heute Fundació Antoni Tàpies („Stiftung Antoni Tàpies“)                                                                         |      | Industrie: Verlagshaus Kultur und Forschung: Museum Eines der Pioniergebäude des neuen Baustils. Seit etwa 1980 wird das Gebäude von einer großen Skulptur von Antoni Tápies gekrönt. | Carrer d’Aragó 255 41° 23′ 29,6″ N, 2° 9′ 49,6″ O                      | Lluís Domènech i Montaner                                     | 1881–1886                        | –           | A           | –           | empf 30     |
| 047   | Casa Dolors Calm |      | Wohnbau: Wohn- und Geschäftshaus | Rambla de Catalunya 54 41° 23′ 27″ N, 2° 9′ 50,6″ O                    | Josep Vilaseca i Casanovas                                    | 1903                             | –           | B           | –           | –           |
| 048   | Casa Fargas |      | Wohnbau: Wohn- und Geschäftshaus Das Gebäude war ursprünglich von einer auffälligen Kuppel gekrönt, die bei einer Aufstockung verlorenging. | Rambla de Catalunya 47 41° 23′ 25,3″ N, 2° 9′ 50,9″ O                  | Enric Sagnier i Villavecchia                                  | 1902–1904                        | –           | B           | –           | –           |
| 049   | Casa Garriga Nogués, später Editorial Enciclopèdia Catalana („Verleger der Katalanischen Enzyklopädie“),heute Fundació Francisco Gòdia („Stiftung Francisco Gòdial“)                        |      | Wohnbau: Wohn- und Geschäftshaus Kultur und Forschung: Museum Bildhauer: Eusebi Arnau i Mascort | Carrer de la Diputació 250 41° 23′ 19,9″ N, 2° 9′ 54,8″ O              | Enric Sagnier i Villavecchia                                  | 1899–1901                        | –           | A           | –           | –           |
| 050   | Museu del Modernisme Catalá |      | Kultur und Forschung: Museum seit 2010 neu in der Liste. Zu sehen ist eine Sammlung von Möbel, Bilder und Skulpturen verschiedener Künstler des Modernisme. | Carrer de Balmes 48 41° 23′ 19,8″ N, 2° 9′ 48,4″ O                     | Enric Sagnier i Villavecchia                                  | als Museum eröffnet im März 2010 | –           | –           | –           | –           |
| 051   | Antiga Farmàcia Novellas („Ehemalige Apotheke Novellas“), heute Farmàcia Bolós („Apotheke Bolós“)                                                                                           |      | Geschäftslokal: Apotheke Das Gebäude stammt von Domènech, die Apotheke Bolós stammt entweder von Domènech, unter Mitwirkung von Falguera, oder von Falguera alleine. Sowohl die Fassade, als auch die Einrichtung der Apotheke sind sehr gut erhalten. Neben der Apotheke befindet sich ein weiteres Modernisme-Lokal: Die Xarcuteria i Sabateria Milà, von der allerdings nur die Fassade erhalten ist.           | Rambla de Catalunya 77 41° 23′ 30″ N, 2° 9′ 44,2″ O                    | Antoni de Falguera i Sivilla, Josep Domènech i Estapà         | 1904–1910                        | –           | B           | –           | –           |
| 052   | Casa Domenech i Estapa |      | Wohnbau: Wohn- und Geschäftshaus Wohnhaus des Architekten | Carrer de València 241 41° 23′ 32,2″ N, 2° 9′ 45,1″ O                  | Josep Domènech i Estapà                                       | 1908–1909                        | –           | B           | –           | –           |
| 053   | Casa Juncosa |      | Wohnbau: Wohn- und Geschäftshaus | Rambla de Catalunya 78 41° 23′ 32,5″ N, 2° 9′ 43,3″ O                  | Salvador Viñals i Sabaté                                      | 1907–1909                        | –           | B           | –           | –           |
| 054   | Casa Queraltó |      | Wohnbau: Wohn- und Geschäftshaus | Rambla de Catalunya 88 41° 23′ 35″ N, 2° 9′ 40,2″ O                    | Josep Plantada i Artigas                                      | 1907                             | –           | –           | –           | –           |
| 055   | Casa Vídua Marfà |      | Wohnbau: Wohn- und Geschäftshaus | Passeig de Gràcia 66 41° 23′ 35,6″ N, 2° 9′ 51,4″ O                    | Manuel Comas i Thos                                           | 1901–1905                        | –           | B           | –           | –           |
| 056   | Bancs-Fanals („Bank-Straßenlaternen“) |      | Sonstiges: Straßenlaternen | Passeig de Gràcia s/n 41° 23′ 32,6″ N, 2° 9′ 52,1″ O                   | Pere Falqués i Urpí                                           | 1906                             | –           | B           | –           | –           |
| 057   | Queviures Múrria („Feinkost Múrria“), genannt „La Purissima“ („Die Reinste“) |      | Geschäftslokal: Lebensmittelhandel ursprünglich ein Café mit Waffelrollenerzeugung. Der Name „Purissima“ bezieht sich auf eine nahegelegene Kirche zur „reinsten (Jungfrau)“. | Carrer de Roger de Llúria 85 41° 23′ 41,4″ N, 2° 9′ 59,3″ O            |                                                               | ~1910                            | –           | B           | –           | –           |
| 058   | Casa Josefa Villanueva |      | Wohnbau: Wohn- und Geschäftshaus | Carrer de València 312 41° 23′ 42,2″ N, 2° 10′ 0,3″ O                  | Juli Maria Fossas i Martínez                                  | 1904–1909                        | –           | B           | –           | –           |
| 059   | Casa Jaume Forn |      | Wohnbau: Wohn- und Geschäftshaus | Carrer de València 285 41° 23′ 43″ N, 2° 9′ 59,1″ O                    | Jeroni Granell i Manresa                                      | 1909                             | –           | –           | –           | –           |
| 060   | Casa Santurce oder Casa Pau Ubarri |      | Wohnbau: Wohn- und Geschäftshaus | Carrer de València 293 41° 23′ 44,3″ N, 2° 10′ 1,2″ O                  | Miquel Madorell i Rius                                        | 1902–1905                        | –           | B           | –           | –           |
| 061   | Conservatori Municipal de Música („Städtisches Musik-Konservatorium“) |      | Kultur und Forschung: Musikkonservatorium | Carrer del Bruc 104 -112 41° 23′ 45,2″ N, 2° 10′ 4,4″ O                | Antoni de Falguera i Sivilla                                  | 1916–1928                        | –           | B           | –           | empf 30     |
| 062   | Casa Lamadrid |      | Wohnbau: Wohn- und Geschäftshaus | Carrer de Girona 113 41° 23′ 49″ N, 2° 10′ 5,4″ O                      | Lluís Domènech i Montaner                                     | 1902                             | –           | B           | –           | –           |
| 063   | Casa Granell |      | Wohnbau: Zinshaus | Carrer de Girona 122 41° 23′ 50,4″ N, 2° 10′ 5,1″ O                    | Jeroni Granell i Manresa                                      | 1901–1903                        | –           | B           | –           | –           |
| 064   | Casa Llopis Bofill |      | Wohnbau: Wohn- und Geschäftshaus | Carrer de València 339 41° 23′ 51,3″ N, 2° 10′ 10″ O                   | Antoni Maria Gallissà i Soqué                                 | 1902                             | –           | B           | –           | –           |
| 065   | Casa Vallet i Xiró |      | Wohnbau: Wohn- und Geschäftshaus | Carrer de Mallorca 302 41° 23′ 49,2″ N, 2° 10′ 0,9″ O                  | Josep Maria Barenys i Gambús                                  | 1913                             | –           | B           | –           | –           |
| 066   | Casa Thomas |      | Wohnbau: Wohn- und Geschäftshaus Ursprünglich war das Gebäude nur 2-geschossig. 1912 wurde das Obergeschoss abgetragen, das Gebäude um 3 Geschosse aufgestockt, und das abgetragene Obergeschoss als 4. Stock wiedererrichtet. | Carrer de Mallorca 291–293 41° 23′ 47,2″ N, 2° 9′ 56,8″ O              | Lluís Domènech i Montaner                                     | 1895–1898, 1912                  | –           | B           | –           | empf 30     |
| 067   | Palau Ramon Montaner |      | Wohnbau: Stadtpalast Das Bauwerk wurde bis zum 1. Stock von Domènech i Estapà errichtet und 1896 von Domènech i Montaner vollendet. Heute befindet sich hier der Sitz einer Unterabteilung der katalanischen Regionalregierung. | Carrer de Mallorca 278 41° 23′ 43,9″ N, 2° 9′ 54,6″ O                  | Josep Domènech i Estapà, Lluís Domènech i Montaner            | 1889–1891 / 1896                 | –           | B           | –           | empf 30     |
| 068   | Casa Milà, genannt „La Pedrera“ („Der Steinbruch“) |      | Wohnbau: Wohn- und Geschäftshaus | Passeig de Gràcia 92 41° 23′ 43″ N, 2° 9′ 42″ O                        | Antoni Gaudí i Cornet                                         | 1906–1910                        | Gau 1984    | A           | –           | empf 30     |
| 069   | Casa Casas-Cabó oder Casa Ramon Casas |      | Wohnbau: Wohn- und Geschäftshaus In diesem Haus wohnten der Maler Ramon Casas und der Schriftsteller Santiago Rusiñol | Passeig de Gràcia 96 41° 23′ 43,8″ N, 2° 9′ 40,9″ O                    | Antoni Rovira i Rabassa                                       | 1894                             | –           | B           | –           | –           |
| 070   | Casa Serra oder Can Serra, heute Edifici de la Diputaciò („Gebäude der Bezirksverwaltung“)                                                                                                  |      | Wohnbau: Stadtpalast | Rambla de Catalunya 126 41° 23′ 44,2″ N, 2° 9′ 27,5″ O                 | Josep Puig i Cadafalch                                        | 1903                             | –           | A           | –           | –           |
| 071   | Casa Antoni Costa |      | Wohnbau: Wohn- und Geschäftshaus | Rambla de Catalunya 122 41° 23′ 42,6″ N, 2° 9′ 29,6″ O                 | Josep Domènech i Estapà                                       | 1904                             | –           | B           | –           | –           |
| 072   | Casa Sayrach |      | Wohnbau: Wohn- und Geschäftshaus | Avinguda Diagonal 423–425 41° 23′ 40,7″ N, 2° 9′ 10,6″ O               | Manuel Sayrach i Carreras, Gabriel Borrell                    | 1915–1918                        | –           | B           | –           | –           |
| 073   | Casa Pere Company, heute Museu de l’Esport („Sportmuseum“) |      | Wohnbau: Einfamilienhaus | Carrer de Buenos Aires 56–58 41° 23′ 35,2″ N, 2° 8′ 53,8″ O            | Josep Puig i Cadafalch                                        | 1911                             | –           | B           | –           | –           |
| 074   | Casa Pérez Samanillo |      | Wohnbau: Wohnhaus | Avinguda Diagonal 502–504 41° 23′ 44″ N, 2° 9′ 14,9″ O                 | Joan Josep Hervás i Arizmendi                                 | 1910                             | –           | B           | Preis 1911  | –           |
| 075   | Casa Bonaventura Ferrer |      | Wohnbau: Wohn- und Geschäftshaus | Passeig de Gràcia 113 41° 23′ 49,1″ N, 2° 9′ 30,3″ O                   | Pere Falqués i Urpí                                           | 1906                             | –           | B           | –           | –           |
| 076   | Casa Fuster |      | Wohnbau: Wohn- und Geschäftshaus Das letzte Bauwerk von Domènech i Montaner. 2004 wurde das Gebäude nach umfangreicher Renovierung als Hotel wiedereröffnet. Im Erdgeschoss befindet sich das Café Vienès („Wiener Café“). | Passeig de Gràcia 132 41° 23′ 52,7″ N, 2° 9′ 28,8″ O                   | Lluís Domènech i Montaner                                     | 1908–1911                        | –           | B           | –           | empf 30     |
| 077   | Palau del Baró de Quadras („Palais des Barons von Quadras“), heute Casa Àsia („Asienhaus“)                                                                                                  |      | Wohnbau: Stadtpalast Kultur und Forschung: Asiatisches Kulturzentrum | Avinguda Diagonal 373 41° 23′ 48″ N, 2° 9′ 40,7″ O                     | Josep Puig i Cadafalch                                        | 1904–1906                        | –           | A           | –           | empf 30     |
| 078   | Casa Comalat |      | Wohnbau: Wohn- und Geschäftshaus | Avinguda Diagonal 442 41° 23′ 49,6″ N, 2° 9′ 38,3″ O                   | Salvador Valeri i Pupurull                                    | 1909–1911                        | –           | B           | –           | empf 30     |
| 079   | Casa Terrades, genannt „Casa de les Punxes“ („Haus der Spitzen“) |      | Wohnbau: Wohn- und Geschäftshaus | Avinguda Diagonal 416–420 41° 23′ 52,7″ N, 2° 9′ 50,6″ O               | Josep Puig i Cadafalch                                        | 1903–1905                        | –           | A           | –           | empf 30     |
| 080   | Casa Macaya, heute Centre Cultural de la Caixa de Pensions („Kulturzentrum der Rentenkasse“)                                                                                                |      | Wohnbau: Stadtpalast | Passeig de Sant Joan 108 41° 23′ 59,5″ N, 2° 10′ 10,1″ O               | Josep Puig i Cadafalch                                        | 1901                             | –           | A           | –           | empf 30     |
| 081   | Casa Planells |      | Wohnbau: Wohn- und Geschäftshaus | Avinguda Diagonal 332 41° 24′ 2″ N, 2° 10′ 28,7″ O                     | Josep Maria Jujol i Gibert                                    | 1924                             | –           | B           | –           | empf 30     |
| 082   | Temple Expiatori de la Sagrada Família („Sühnekirche zur Heiligen Familie“) |      | Kirchliches Gebäude: Kirche Gaudís berühmte, noch immer unfertige Kirche. Das UNESCO-Welterbe bezieht sich auf die Teile, die noch unter Gaudís Leitung (oder kurz danach) fertiggestellt wurden: die Krypta, die Außenwand der Apsis, und die Geburtsfassade. Im Jahr 2011 wurde die Sagrada Familia für den 2010 fertiggestellten Innenraum mit dem Preis der Stadt Barcelona (Architektur) ausgezeichnet        | Carrer de Mallorca 401 41° 24′ 13″ N, 2° 10′ 28″ O                     | Antoni Gaudí i Cornet, Francisco de Paula del Villar y Lozano | 1882–                            | Gau 2005    | A           | Preis 2011  | empf 30     |
| 083   | Hospital de la Santa Creu i Sant Pau („Spital zum Heiligen Kreuz und zum Heiligen Paulus“)                                                                                                  |      | Spital: Spital | Carrer de Sant Antoni Maria Claret 167 41° 24′ 46″ N, 2° 10′ 27,7″ O   | Lluís Domènech i Montaner, Pere Domènech i Roura              | 1902–1911 / 1912–1930            | Dom 1997    | A           | Preis 1913  | empf 30     |
| 084   | Park Güell |      | Sonstiges: Park | Carrer d’Olot s/n 41° 24′ 50,4″ N, 2° 9′ 9″ O                          | Antoni Gaudí i Cornet                                         | 1900–1914                        | Gau 1984    | A           | –           | empf 30     |
| 085   | Casa-Museu Gaudí |      | Wohnbau: Einfamilienvilla Kultur und Forschung: Gaudí Museum Das Gebäude wurde als Musterhaus für die im Park Güell geplante Villensiedlung errichtet. Von 1906 bis 1926 diente es Antoni Gaudí als Wohnhaus. | Carretera del Carmel s/n 41° 24′ 52″ N, 2° 9′ 12,7″ O                  | Francesc d‘Assís Berenguer i Mestres                          | 1904                             | –           | A           | –           | –           |
| 086   | Casa Queralt |      | Wohnbau: Einfamilienhaus | Carrer de Pineda 12 41° 25′ 9,7″ N, 2° 8′ 51,9″ O                      | Josep Maria Jujol i Gibert                                    | 1917                             | –           | C           | –           | –           |
| 087   | Finca San Salvador („Landgut zum Heiligen Erlöser“) |      | Wohnbau: Landgut | Passeig de la Mare de Déu del Coll 79 41° 25′ 7,9″ N, 2° 8′ 53,8″ O    | Josep Maria Jujol i Gibert                                    | 1909                             | –           | C           | –           | –           |
| 088   | Casa Comas d’Argemir |      | Wohnbau: Einfamilienhaus | Avinguda de la República Argentina 92 41° 24′ 38,8″ N, 2° 8′ 45,1″ O   | Josep Vilaseca i Casanovas                                    | 1904                             | –           | B           | –           | –           |
| 089   | Cases Ramos |      | Wohnbau: Wohn- und Geschäftshaus | Plaça de Lesseps 30–32 41° 24′ 22″ N, 2° 8′ 58,3″ O                    | Jaume Torres i Grau                                           | 1906                             | –           | A           | –           | –           |
| 090   | Casa Vicens |      | Wohnbau: Einfamilienhaus Dieses kleine Gebäude gilt als eines der Pioniergebäude des neuen Baustils. Ab 1925 wurde es mit Zustimmung Gaudís erweitert. Den Preis der Stadt Barcelona erhielt nicht Gaudí, sondern Joan Baptist Serra für seine Erweiterung des Gebäudes. | Carrer de les Carolines 18–24 41° 24′ 12,5″ N, 2° 9′ 2,5″ O            | Antoni Gaudí i Cornet, Joan Baptista Serra                    | 1883–1888, 1925–1928             | Gau 2005    | A           | Preis 1928  | empf 30     |
| 091   | Pavellons Güell („Güell-Pavillons“) |      | Wohnbau: Landgut Gaudís erstes Bauwerk. Die Pavillons sind ursprünglich Pförtnerhaus, Stallungen und Hauptportal zur Finca Güell (heute Palau Reial de Pedralbes) Kultur und Forschung: Universitätsgebäude heute beherbergen die Pavillons den Gaudí-Lehrstuhl der Universität von Barcelona (Real Cátedra Gaudí)                                                                                                 | Avinguda de Pedralbes 7 41° 23′ 21,6″ N, 2° 7′ 9,4″ O                  | Antoni Gaudí i Cornet                                         | 1884–1887                        | –           | A           | –           | empf 30     |
| 092   | Portal Miralles („Portal Miralles“) |      | Sonstiges: Portal Eingangsportal zu einer Einfamilienvilla | Passeig de Manuel Girona 55–61 41° 23′ 31,2″ N, 2° 7′ 38,8″ O          | Antoni Gaudí i Cornet                                         | 1901–1902                        | –           | A           | –           | –           |
| 093   | Coŀlegi de les Teresianes („Schule der Teresianer“) |      | Kirchliches Gebäude: Ordensschule | Carrer de Ganduxer 85–105 41° 23′ 59,7″ N, 2° 7′ 58,5″ O               | Antoni Gaudí i Cornet                                         | 1888–1890                        | –           | A           | –           | empf 30     |
| 094   | Casa Muley-Afid |      | Wohnbau: Einfamilienvilla | Passeig de la Bonanova 55 41° 24′ 13,5″ N, 2° 7′ 43,5″ O               | Josep Puig i Cadafalch                                        | 1911–1914                        | –           | B           | –           | –           |
| 095   | Casa Sastre i Marqués |      | Wohnbau: Einfamilienvilla | Carrer d’Eduardo Conde 44 41° 23′ 40,2″ N, 2° 7′ 16,5″ O               | Josep Puig i Cadafalch                                        | 1905                             | –           | B           | –           | –           |
| 096   | Conjunt del Funicular de Vallvidrera („Ensemble der Standseilbahn von Valvidrera“) |      | Verkehr: Standseilbahn Die Talstation ist durch Umbauten etwas entstellt. Die originelle Bergstation ist gut erhalten. Die klare, sparsam ornamentierte Formensprache erinnert an die Wiener Stadtbahnstationen von Otto Wagner | Avinguda de Vallvidrera 66 41° 24′ 33,3″ N, 2° 6′ 40,6″ O              | Bonaventura Conill i Montobbio                                | 1906                             | –           | B           | –           | –           |
| 097   | Casa Manuel Dolcet |      | Wohnbau: Einfamilienvilla | Avinguda de Vallvidrera 44 41° 24′ 28,3″ N, 2° 6′ 49,6″ O              | Joan Rubió i Bellvér                                          | 1907                             | –           | B           | –           | –           |
| 098   | Casa Alemany |      | Wohnbau: Einfamilienvilla | Carrer de General Vives, 29 41° 24′ 21,3″ N, 2° 7′ 10,5″ O             | Joan Rubió i Bellvér                                          | 1901                             | –           | B           | –           | –           |
| 099   | Torre Bellesguard („Villa zur Schönen Aussicht“) |      | Wohnbau: Einfamilienvilla Im Garten befinden sich die Überreste des mittelalterlichen Sommerpalastes von König Martin I. Das Bauwerk von Gaudí nimmt darauf Bezug und wirkt selbst wie ein turmartiges gotisches Burggebäude mit hohem, von einer Kreuzblume gekrönten Eckturm. | Carrer de Bellesguard 20 41° 24′ 34″ N, 2° 7′ 36″ O                    | Antoni Gaudí i Cornet, Domènec Sugrañes i Gras                | 1900–1902, 1905–1908             | –           | A           | –           | empf 30     |
| 100   | Torre Unifamiliar („Einfamilienvilla“) |      | Wohnbau: Einfamilienvilla | Carrer del Cister 25 41° 24′ 40,4″ N, 2° 7′ 57,9″ O                    | unbekannt                                                     | 1907                             | –           | C           | –           | –           |
| 101   | Casa Rialp |      | Wohnbau: Einfamilienvilla | Carrer dels Dominics 14 41° 24′ 37,3″ N, 2° 7′ 59,1″ O                 | Joan Rubió i Bellvér                                          | 1908                             | –           | B           | –           | –           |
| 102   | Hotel Metropolitan, genannt „La Rotonda“ („Die Rotunde“), heute Fundació Socio Sanitari de Barcelona („Sozial-Sanitäre Stiftung von Barcelona“)                                             |      | Hotellerie: Hotel Spital: Klinik Die Bezeichnung „La Rotonda“ entstand aufgrund des originellen Turmaufsatzes in Form eines Rundpavillons. Das Gebäude wurde als Hotel errichtet, in den 20ern durch Enric Sagnier umgebaut und erweitert, diente zwischenzeitlich als Schule, dann als Klinik. Momentan steht das Gebäude leer, gegen den geplanten Umbau in ein Bürohaus hat sich eine Protestbewegung gebildet. | Avinguda del Tibidabo 2 41° 24′ 37,6″ N, 2° 8′ 14″ O                   | Adolf Ruiz i Casamitjana, Enric Sagnier i Villavecchia        | 1906, ~1920                      | –           | B           | –           | –           |
| 103   | Tramvia Blau („Blaue Straßenbahn“) |      | Verkehr: Straßenbahn | Avinguda del Tibidabo s/n 41° 24′ 41,4″ N, 2° 8′ 9,9″ O                |                                                               | 1901                             | –           | –           | –           | –           |
| 104   | Torre Ignacio Portabella („Villa Ignacio Portabella“) oder Casa Bernat i Creus |      | Wohnbau: Einfamilienvilla | Avinguda del Tibidabo 27 41° 24′ 46″ N, 2° 8′ 5,8″ O                   | José Pérez Terraza                                            | 1905                             | –           | C           | –           | –           |
| 105   | Casa Roviralta, genannt „Frare blanc“ („Weißer Bruder“) |      | Wohnbau: Einfamilienvilla Der Name „Frare blanc“ bezieht sich auf die weiß gekleideten Mönche des Dominikanerklosters, das an dieser Stelle stand. Teile des Klostergebäudes wurden in die Villa integriert. Heute wird das Gebäude als Restaurant genutzt. | Avinguda del Tibidabo 31 41° 24′ 47,9″ N, 2° 8′ 4,2″ O                 | Joan Rubió i Bellvér                                          | 1903–1913                        | –           | B           | Preis 1914  | –           |
| 106   | Casa Fornells |      | Wohnbau: Einfamilienvilla Ein Backsteinbau mit außergewöhnlich hohem Turm. | Avinguda del Tibidabo 35–37 41° 24′ 50,5″ N, 2° 8′ 2,5″ O              | Joan Rubió i Bellvér                                          | 1903                             | –           | B           | –           | –           |
| 107   | Amparo de Santa Lucia („Asyl zur Heiligen Lucia“), später Museu de la Ciència („Wissenschaftsmuseum“), heute CosmoCaixa                                                                     |      | Spital: Blindenheim Kultur und Forschung: Museum Das ehemalige Blindenasyl wurde 1979–80 erweitert und als Wissenschaftsmuseum eröffnet. Seit 2004, nach einer nochmaligen großzügigen Erweiterung, heißt das Museum nun „CosmoCaixa“. | Carrer de Teodor Roviralta 47–51 41° 24′ 47″ N, 2° 7′ 50,9″ O          | Josep Domènech i Estapà                                       | 1904–1909                        | –           | C           | –           | empf 30     |
| 108   | Convent de Valldonzella („Kloster Valldonzella“) |      | Kirchliches Gebäude: Kloster Vor allem der reich dekorierte Innenraum der Kirche lässt deutlich Einflüsse von Antoni Gaudí erkennen. | Carrer del Cister 39–45 41° 24′ 43,2″ N, 2° 7′ 50,4″ O                 | Bernardí Martorell i Puig                                     | 1910                             | –           | B           | –           | –           |
| 109   | Casa Muntadas |      | Wohnbau: Einfamilienvilla | Avinguda del Tibidabo 48 41° 24′ 55,4″ N, 2° 7′ 59,3″ O                | Josep Puig i Cadafalch                                        | 1901                             | –           | B           | –           | –           |
| 110   | Casa Casacuberta |      | Wohnbau: Einfamilienvilla | Avinguda del Tibidabo 56 41° 24′ 55,2″ N, 2° 7′ 54″ O                  | Joan Rubió i Bellvér                                          | 1907                             | –           | B           | –           | –           |
| 111   | Casa Evarist Arnús, genannt „El Pinar“ („der Pinienwald“) |      | Wohnbau: Einfamilienvilla | Carrer de Manuel Arnús 1–31 41° 24′ 59,5″ N, 2° 7′ 54,6″ O             | Enric Sagnier i Villavecchia                                  | 1903                             | –           | B           | –           | –           |
| 112   | Parc d‘Atraccions del Tibidabo („Verknügungspark am Tibidabo“) |      | Sonstiges: Vergnügungspark Einige der Attraktionen stammen noch aus der Gründungszeit. | Plaça del Tibidabo 3–4 41° 25′ 17,9″ N, 2° 7′ 10,9″ O                  |                                                               | 1899–1906                        | –           | B           | –           | –           |
| 113   | Observatori Fabra („Sternwarte Fabra“) |      | Kultur und Forschung: Sternwarte | Carretera de l’Observatori Fabra s/n 41° 25′ 6″ N, 2° 7′ 27″ O         | Josep Domènech i Estapà                                       | 1900–1904                        | –           | B           | –           | empf 30     |
| 114   | Casa Vidal |      | Wohnbau: Wohn- und Geschäftshaus | Carrer Gran de Sant Andreu 255 41° 26′ 6,9″ N, 2° 11′ 22,5″ O          | Joan Torras i Guardiola                                       | 1906                             | –           | B           | –           | –           |
| 115   | Can Guardiola |      | Wohnbau: Wohn- und Geschäftshaus | Passeig de Fabra i Puig 13 41° 25′ 47,9″ N, 2° 11′ 18,5″ O             | Josep Codina i Clapés                                         | 1904                             | –           | C           | –           | –           |
| 116   | Mosaic de l’Església de Sant Pacià („Mosaik in der Kirche Sankt Pacia“) |      | Kirchliches Gebäude: Kirche | Carrer del Vallès 40 41° 25′ 53,2″ N, 2° 11′ 14,5″ O                   | Antoni Gaudí i Cornet                                         | 1895                             | –           | C           | –           | –           |

- Karte mit allen Koordinaten:
- OSM |
- WikiMap

## Erweiterungen
Modernisme außerhalb von Barcelona:
- 117 Santa Coloma de Cervelló (Colònia Güell)
- 118 La Pobla de Lillet (Jardins Artigas)
- 119 Manresa
- 120 Reus
- 121 Mataró-Argentona – Ruta Puig i Cadafalch.
- 122 Vallés Oriental – Ruta Raspall
- 123 Sitges
- 124 Terrassa
- 125 Vilafranca del Penedès